# Gheorghe T. Kirileanu
Gheorghe Teodorescu Kirileanu (n.  13 martie 1872, Holda, com. Broșteni, Județul Neamț, azi județul Suceava - d. 13 noiembrie 1960, Piatra-Neamț) a fost un cărturar, publicist, bibliofil, folclorist, istoric literar și editor român, membru de onoare (din 1948) al Academiei Române.
Cel mai important și longeviv editor (1906-1960) al scrierilor lui Ion Creangă și unul din primii editori ai scrierilor literare și politice ale lui Mihai Eminescu (1905).

## Biografie
Gheorghe Kirileanu s-a născut în familia lui Grigore și a Ioanei Chirileanu, tatăl fiind pădurar și destoinic vînător de urși și pescar de lostrițe la Moșia regală Broșteni. A rămas orfan prin moartea mamei la nașterea fratelui Simion, viitor învățător și folclorist (Simion T. Kirileanu, 1879-1926). A început studiile primare la Școala din Broșteni (1879) și le-a continuat la Școala nr. 1 din Fălticeni. Cursuri gimnaziale la Fălticeni.  

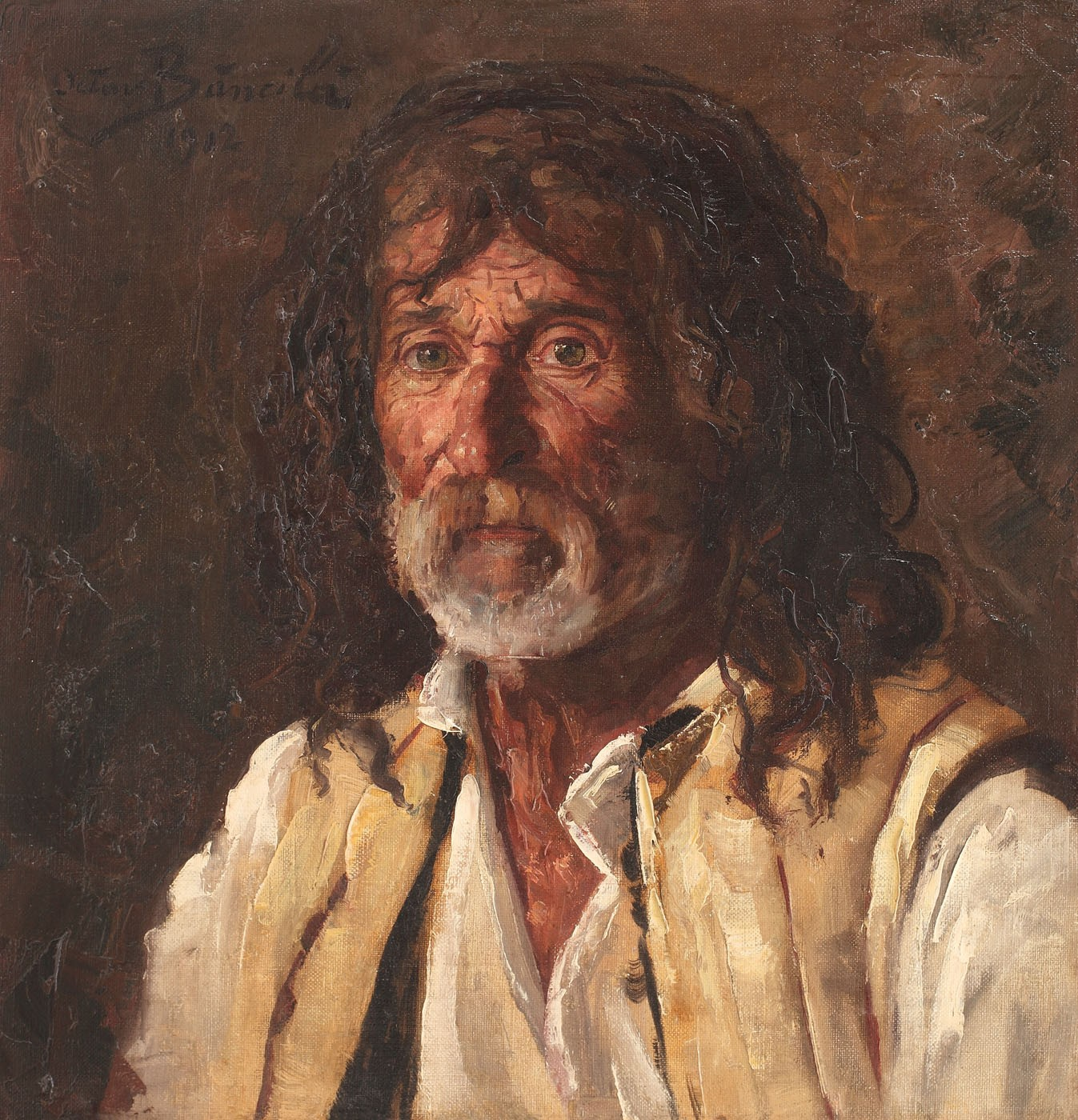
Portretul lui Grigore Chirileanu - de Octav Băncilă (1912)

În toamna anului1886 pleacă la Iași pentru a participa la un concurs de burse la Seminarul „Veniamin Costachi”. Nereușind să obțină una din cele două burse acordate, urmează Școala de cântări bisericești de pe lângă Biserica Domnească Sf. Ioan din Piatra-Neamț, spre a-și spori șansele în anul următor. Sfătuit de învățătorul și folcloristul Mihai Lupescu, a urmat și a absolvit  Școala Normală „Vasile Lupu” din Iași  (1887-1891). Susținut de distinsul pedagog Constantin Meissner a urmat apoi cursul superior la Liceul Particular „Institutele-Unite” (1891-1895). Timp de un an a frecventat cursurile Facultății de Litere din Iași. Renunțând, a urmat apoi Facultatea de Drept (1896-1900).
Studiile le-a făcut sub patronimicul Teodorescu (după bunicul de pe mamă, preotul Teodor Ioanovici, care a înfiat cei doi orfani după moartea mamei lor (1879). În anii studenției a adăugat și numele de familie al tatălui (Grigore Chirileanu), cu grafia „K”, întru cinstirea vechilor scrieri și cărți românești.
Din 1935 s-a stabilit la Piatra-Neamț, în casa anume construită, pentru el și biblioteca sa, pe str. Ștefan cel Mare nr. 25 (astăzi - 27). La 24 februarie 1956 a donat orașului Piatra-Neamț biblioteca sa de circa 30.000 de volume, cu publicații dintre anii 1630-1960. Colecția de manuscrise a fost donată Bibliotecii Academiei Române, prin mijlocirea viitorului director Gabriel Ștrempel.

## Cariera
În timpul studiilor, pentru a se putea întreține, a funcționat ca secretar al Consiliului inspectorilor școlari din Iași (1895-1897) și custode la Biblioteca Universității din Iași (1897-1900). După obținerea licenței în Drept (calificativul magna cum laude), deși ceruse o repartiție în comuna natală, a fost repartizat la Judecătoria Iași. Continuând demersurile pentru comuna natală, a fost transferat de ministrul Titu Maiorescu la Judecătoria din Broșteni. A fost epurat după nici două luni (aprilie 1901), din motive politice, cu prilejul unor restructurări bugetare efectuate de următoarea guvernare(Dimitrie A. Sturdza). 
Rămas fără slujba la stat, a funcționat un an ca profesor  de limba română la Liceul particular de fete „Emilia Humpel” din Iași și alți doi ani ca profesor particular în familia prințului și entomologului Aristide Caradja din Grumăzești-Neamț. Revine în 1904 în structurile bugetare, ocupând  - prin concurs - postul de inspector comunal (subprefect) la Broșteni. Este din nou disponibilizat (din aceleași motive) în aprilie 1905 (guvernare Ion I.C. Brătianu). Aflat în mare dificultate materială, primește - datorită prestigiului intelectual de care se bucura încă din anii studiilor preuniversitarea - postul de redactor în Cancelaria Palatului Regal. I s-a încredințat astfel, mai întâi, misiunea redactării și editării monografiilor moșiilor regale în contextul jubiliar al anului 1906. Acestor atribuținui li se vor adăuga apoi cele de casier și de secretar pentru corespondența în limba română, petiții și cereri de ajutoare. 
Din 1909, Regele Carol I îi încredințează postul de bibliotecar al Palatului Regal (i-a urmat lui Marcel Godet, devenit director al Bibliotecii Naționale din Elveția). Aceeluiași suveran - și tot din 1909 - G.T. Kirileanu îi datorează și misiunea de a redacta cuvântările regale prilejuite de evenimente istorice, ecleziastice și culturale. Va avea această însărcinare și-n anii domniei lui Ferdinand I.)
Din anii refugiului Casei Regale la Iași (1916-1918) se statornicește și o strânsă colaborare a lui G.T. Kirileanu cu Prințul Barbu Știrbey, „omul de taină” al Familiei Regale. Între înaltele dovezi ale prețuirii ce i se acorda - numirea lui G.T. Kirileanu ca secretar general al guvernului de tranziție Barbu Știrbey (4-20 iunie 1927).
Îndată după urcarea pe tron a lui Carol al II-lea, distinsul bibliotecar regal este îndepărtat prin pensionare forțată (iunie 1930). Va continua să funcționeze ca secretar general al Fundației Universitare „Regele Ferdinand I” din Iași. Deși fusese numit „pe viață” în acest post de însuși suveranul întregitor de țară, îl va părăsi prin demisie (1935), datorită presiunilor la care era supus.

## Editor al scrierilor lui Ion Creangă și M. Eminescu
Printr-un articol publicat în revista de folclor „Șezătoarea” din Fălticeni la zece ani după trecerea lui Ion Creangă în veșnicie, a atras atenția asupra risipirii manuscriselor acestuia - semnal publicistic remarcat și de Titu Maiorescu. 
A revenit în atenția marelui critic când a semnalat (tot în ”Șezătoarea”) lipsa de probitate editorială și erorile lui Ștefan O. Iosif și ale lui Ilarie Chendi, realizatorii unei ediții Ion Creangă, Opere complete (București, Minerva, 1902).   
La îndemnul lui Titu Maiorescu, a devenit, din 1906, cel mai important și longeviv editor al scrierilor lui Ion Creangă. A fost, de asemenea, unul din primii editori ai scrierilor politice ale lui Eminescu (1905).   
Pasionat de publicistica eminesciană și dornic să reediteze parte din articolele marelui gazetar, obține de la Nicolae Filipescu (în iarna 1902-1903, la recomandarea lui T. Maiorescu) colecția pe 5 ani a ziarului „Timpul” (1877-1878, 1880-1883). Mai mult, primise de la cei doi și făgăduiala unor „înlesniri de publicare”. Se va asocia în acest proiect cu publicistul și istoricul literar Ion Scurtu, care susținuse un doctorat întru Eminescu la Leipzig (1902) și publicase o primă biografie a acestuia. Din cele trei volume astfel plănuite (M. Eminescu. Scrieri politice și literare. Manuscrise inedite și culegeri din ziare și reviste. Ediție critică) va apare însă numai primul volum (Minerva, 1905). Colaborarea celor doi a încetat deoarece I. Scurtu își asumase - în Introducere - deplina responsabilitate a ediției, adresându-i doar simbolice cuvinte de mulțumire lui G.T. Kirileanu. Acesta a suportat cu inegalabilă discreție marea nedreptate, iar istoria literară îl va credita constant pe I. Scurtu ca unic editor, pe deplin „merituos”, „laborios și onest” al volumului.    

### Scrieri (selectiv)
- Proprietatea minelor. Teză de licență în Drept. Iași, Facultatea de Drept, 1900, 72 p.
- Cartea țăranului român (în colaborare cu înv. Constantin Brudariu). București, Casa Școalelor, 1901; 340 + 4 p.
- Descrierea moșiei regale Broșteni, județul Suceava. București, Carol Gobl, 1906, 148 p + f.h.
- Cercetări asupra hranei țăranului (în colaborare cu prof. dr. G. Proca). București, Imprimeria Statului, 1907; 47 p. Extras.
- M. Eminescu, Icoane vechi și icoane nouă ("Timpul", decembrie 1877). Republicate cu prilejul comemorării a 20 de ani de la moartea scriitorului de [G. T.] K[irileanu]. Vălenii de Munte, 1909, 48 p.
- G. T. Kirileanu. Scrieri. Vol. 1. Ediție îngrijită, studiu introductiv, note și indici de Constantin Bostan. București, Minerva, 1989; L + 437 p.
- G. T. Kirileanu. Scrieri. Vol. 2. Ediție îngrijită, note, comentarii și bibliografie de Constantin Bostan. București, Minerva, 1997; 459 p.
- G. T. Kirileanu. Sub trei regi și trei dictaturi. Aminitiri, jurnal și epistolar. Vol. 1: 1872-1916. Ediție îngrijită, cuvânt înainte, note și bibliografie de Constantin Bostan. Piatra-Neamț, Crigarux, 2004.
- G. T. Kirileanu. Martor la istoria României. 1872-1960. Jurnal și epistolar. Vol. I-IV (1872-1922). Ediție îngrijită, cuvânt înainte, note și indice de Constantin Bostan. București, RAO, 2013-2017.
- G. T. Kirileanu. Martor la istoria României. 1872-1960. Jurnal și epistolar. Vol. V (1923-1927). Ediție îngrijită, cuvânt înainte, note și indice de Constantin Bostan. București, Saeculum I.O., 2019.

### Ediții
- M. Eminescu. Scrieri politice și literare. Manuscrise inedite și culegeri din ziare și reviste. Vol. 1 (1870-1877). Ediție critică [de I. Scurtu și G. T. Kirileanu]. București, Minerva, 1905, XXXVI + 451 p.
- I. Creangă. Opere complete. Cu o prefață [de Gh. T. Kirileanu și Ilarie Chendi] și un indice [de Al. Vasiliu și Gh. T. Kirileanu]. Ediție nouă revăzută, București, Minerva, 1906; XV + 447 p. [Au urmat ediții în: 1909, 1915, 1916, 1928, 1932, 1934...].
- Ion Creangă. Opere. Ediție critică cu note, variante și glosar de G. T. Kirileanu. București, Fundația pentru Literatură și Artă "Regele Carol II", 1939; 351 p. + 27 f.pl.
- Ion Creangă. Pagini alese. Ediție îngrijită de G. T. Kirileanu. Prefață de Zoe Dumitrescu-Bușulenga. București, ESPLA, 1959; XIII + 304 p.
- Ion Creangă. Amintiri, povești, povestiri. Ediție îngrijită de G. T. Kirileanu. Prefață de Al. Piru. București, ESPLA, 1960, XIV + 298 p.

### Corespondență
- Scrisori către Artur Gorovei. Ediție îngrijită și introducere de Maria Luiza Ungureanu. București, Minerva, 1970, pp. 123-222.
- G. T. Kirileanu. Corespondență. Ediție îngrijită, note, tabel cronologic, bibliografie și indici de Mircea Handoca. București, Minerva, 1977, XIV+711 p.
- Mihai Costăchescu. Corespondență. Volum editat de Dumitru Ivănescu, Virginia Isac, Sorin D. Ivănescu. Iași, Junimea, 2003, pp. 133-422.
- Scrisori către Leca Morariu, ediție îngrijită de Eugen Dimitriu. Suceava, Fundația Culturală „Leca Morariu”, 2007, pp. 5-74.
- Petru Caraman. Corespondență, Vol. I-II. Ediție îngrijită de Ion H. Ciubotaru și Remus Zăstroiu, prefață de Ion H. Ciubotaru. Iași, Ed. Universității „Al. Ioan Cuza”, 2016, vol. II: pp. 415-468.